# Gnomidolon proximum
Gnomidolon proximum là một loài bọ cánh cứng trong họ Cerambycidae.